# San Francisco Mihualtepec
San Francisco Mihualtepec är en ort i Mexiko, tillhörande kommunen Donato Guerra i sydvästra delen av delstaten Mexiko. Orten hade 2 354 invånare vid folkräkningen år 2010, vilket gör San Francisco Mihualtepec till kommunens femte största samhälle.